# Тарасов, Пётр Максимович
Пётр Максимович Тарасов (17 (30) ноября 1911 года — 7 февраля 1997) — Герой Советского Союза и ветеран труда.

## Биография
Родился 17 (30) ноября 1911 года в крестьянской семье в деревне Пятовская (ныне — Дзержинского района Калужской области). В 19 лет начал работать преподавателем русского языка и литературы в Ермолинской школе фабрично-заводского ученичества. В 1932 году стал директором этой школы.
В 1937 году окончил биологический факультет Воронежского государственного университета.

### В Великую Отечественную
Сражался в танковых войсках в должностях командира взвода, роты и батальона на Карельском, 2-м и 3-м Украинских фронтах.
В октябре 1944 года в Венгрии танковая рота капитана Тарасова, пройдя по тылам врага свыше 60-ти километров, внезапно для врага захватила переправу через реку Тиса в районе городов Сентеш и Чонград и удерживала её до подхода основных сил корпуса, уничтожив свыше 200 солдат и офицеров, много боевой техники, разгромив мадьярский кавалерийский полк и рассеяв несколько других подразделений, прикрывавших переправу.
За этот подвиг капитан Тарасов был удостоен звания Героя Советского Союза с вручением медали «Золотая Звезда» и ордена Ленина.
Награждён орденами Красного Знамени, Александра Невского, медалями. В боях с врагами П. М. Тарасов получил несколько ранений, но после излечения вновь вступал в строй.

### После войны
После Великой Отечественной войны Пётр Максимович поочередно возглавлял средние школы: Лев-Толстовскую, 5-ю в городе Калуге, Ольговскую школу-интернат и вечернюю школу рабочей молодежи при Калужском машиностроительном заводе (Сейчас ОАО «Калугапутьмаш»).
Был начальником областного управления культуры. Избирался в состав областного Совета народных депутатов.
Выйдя на пенсию, П. М. Тарасов продолжал трудиться в обществе книголюбов. Вёл военно-патриотическую работу в трудовых коллективах, в учебных заведениях и воинских частях, выступая с лекциями, докладами и воспоминаниями о событиях Великой Отечественной войны. Написал книгу «Крепче стали», в которой рассказал о своем боевом пути в годы войны.
Умер 7 февраля 1997 года, похоронен на кладбище в микрорайоне Малинники города Калуги.

## Память
В 2005 году его имя было занесено в Книгу почёта города Калуги.
30 ноября 2019 года на здании бывшей калужской школы-интерната, которую он возглавлял в 1961—1963 годах, была установлена мемориальная доска.
Именем Петра Тарасова названа одна из новых улиц Калуги в микрорайоне Кошелев.